# Tamára Abakéliâ
Tamára Abakéliâ, trascritto anche come Tamara Abakelija (in georgiano თამარ აბაკელია?; in russo Тама́ра Абаке́лия?; Khoni, 19 agosto 1905 – Tbilisi, 14 maggio 1953), è stata una scultrice, scenografa e illustratrice georgiana; nel 1942 divenne una degli artisti onorati della Repubblica Socialista Sovietica Georgiana.

## Biografia
Nata a Khoni, nell'Imerezia (allora parte del Governatorato di Kutaisi, Impero russo), Tamára Abakéliâ conseguì la laurea presso l'Accademia statale delle arti di Tbilisi nel 1929 e vi insegnò a partire dal 1938. Tra le sue opere figurano alcune illustrazioni realizzate per Nikolaj Aleksandrovič Tichonov, Shota Rustaveli, Davide di Sassun, Vazha-Pshavela, nonché le scenografie per i teatri Rustaveli e Marjanishvili e i costumi per i film Arsena (1937), Giorgi Saakadze (1942) e David Guramishvili (1945). Molti dei suoi traguardi sono legati alla scultura. Nota per il dinamismo della composizione e le forme artisticamente arrotondate, la Abakéliâ è stata una delle artefici dei progressi della scultura georgiana sovietica. Ha scolpito fregi per il Museo del Marxismo-Leninismo a Tbilisi, raffiguranti le varie fasi della costruzione del socialismo in Georgia (1936-37). La scultrice morì a Tbilisi nel 1953 e fu sepolta nel Pantheon di Didube.

## Vita privata
Il padre di Tamára Abakéliâ, Grigol Abakéliâ, fu procuratore capo della Repubblica Socialista Sovietica Georgiana, e lo zio, Ioseb Abakéliâ, uno dei maggiori specialisti georgiani di tubercolosi, entrambi furono fucilati durante la Grande Purga di Iosif Stalin nel 1938. Tamára Abakéliâ si sposò con un poeta e drammaturgo socialista, Karlo Kaladze (1907-1988) con ebbe un figlio, lo scultore Gulda Kaladze.

## Galleria d'immagini

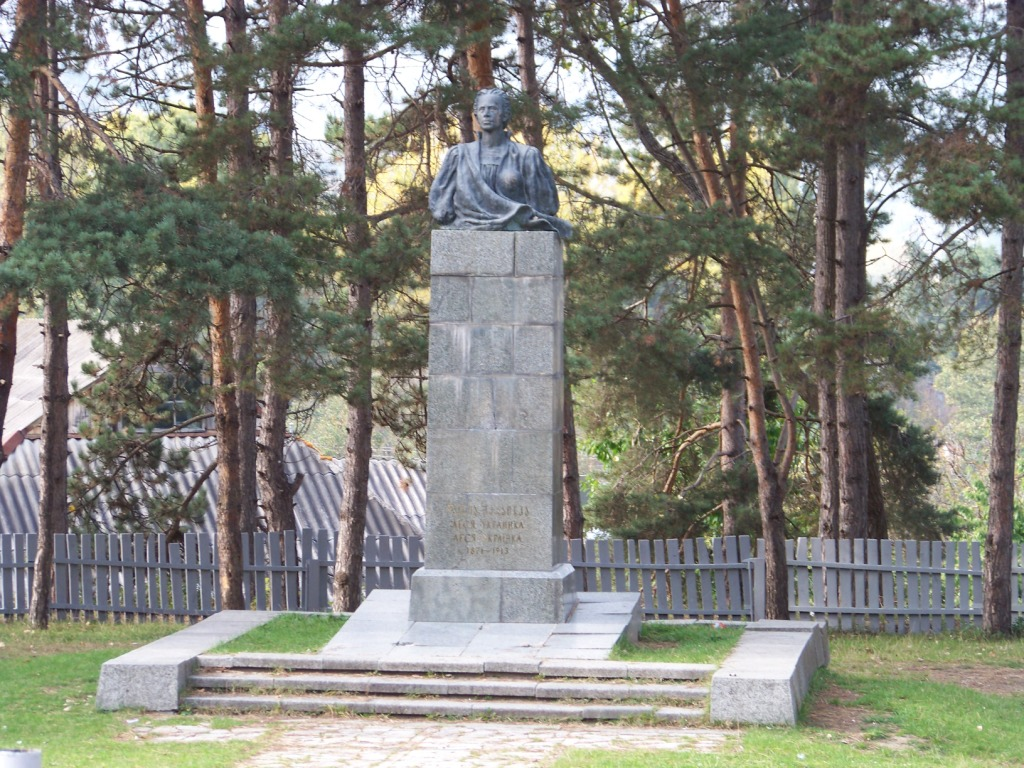
Lesja Ukraïnka, 1952
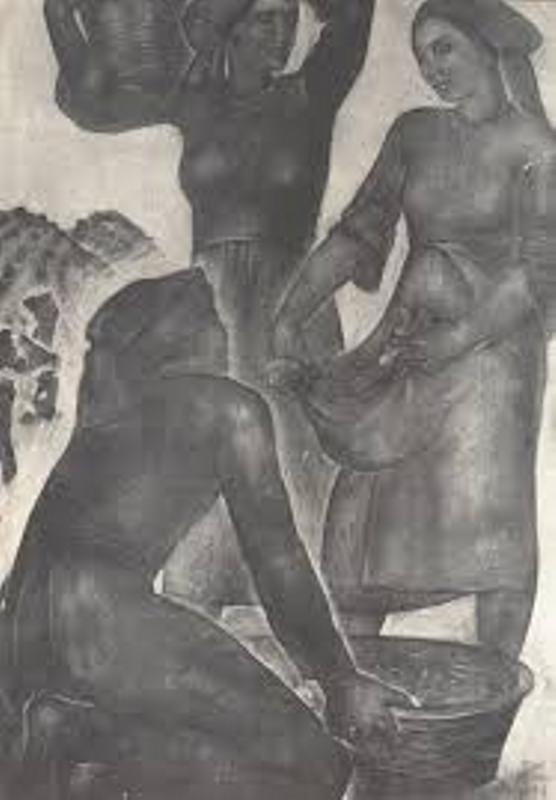
Raccolta del tè, Tamar Abakelia, 1929
Edificio residenziale in Abakelia Tamari Street 3A